# Телосхистовые (порядок)
Телосхи́стовые (лат. Teloschistales) — порядок в основном лихенизированных грибов класса леканоромицетов (Lecanoromycetes). Порядок объединяет 4 семейств, 66 родов и 1954 вида.

## Описание
Слоевище накипное, листоватое или кустистое, часто яркого цвета — от жёлтого до красного. Парафизы неразветвлённые. Апотеции чаще всего леканорового типа. Сумки удлинённо-булавовидные. У верхушек сумок толстые амилоидные внешние слои стенки. Споры эллипсоидные, бесцветные.
Фотобионты — преимущественно зелёные водоросли из рода Trebouxia.

## Среда обитания и распространение
Представители порядка обитают на камнях, коре деревьев и растительных остатках. Предпочитают богатые питательными веществами субстраты. Распространены очень широко и обладают широкой экологической амплитудой, поселяясь от тропиков до горных и арктических тундр.